# Hadena castiliana
Hadena castiliana là một loài bướm đêm trong họ Noctuidae.